# Haliophasma palmatum
Haliophasma palmatum är en kräftdjursart som beskrevs av Johann-Wolfgang Wägele 1981. Haliophasma palmatum ingår i släktet Haliophasma och familjen Anthuridae. Inga underarter finns listade i Catalogue of Life.